# نادي شاهين طهران
نادي شاهين لكرة القدم (بالفارسية: باشگاه فوتبال شاهین تهران) ، هي نادي رياضي إيراني لكرة القدم، كانت مقرها في ملعب شيرودي بالعاصمة الإيرانية طهران، أسست عام 1942م باسم شاهين، وفي عام 1973م تم تغييره إلى شاباز، وبعد الثورة الإيرانية عام 1979م، أعيد تسمية النادي «شاهين».

## شعار النادي
كان شعار النادي بالفارسية: أول اخلاق، دوم درس، سوم ورزش. وتعني بالعربية الأخلاق أولاً والدروس ثانياً والرياضة ثالثاً.

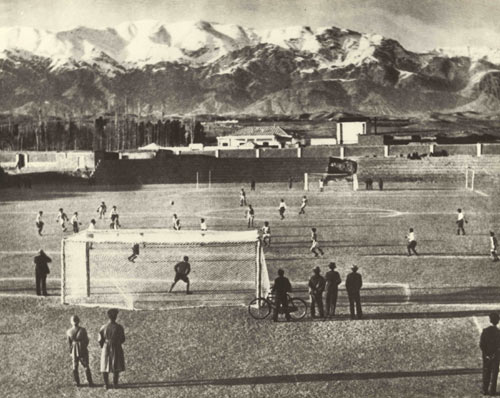
ملعب شيرودي عام 1936